# 조희창 (경찰)
조희창(趙熙彰, 1890년 10월 24일 ~ ?)은 대한제국과 일제강점기의 경찰로, 본적은 경기도 수원군 향남면이다. 1919년에 발생한 제암리 학살 사건 당시에 있었던 민간인 학살에 가담한 인물로 알려져 있으며, 몇몇 제암리 학살 사건 생존자들의 증언에서는 조기창(趙基彰), 조기채(趙基彩)라는 이름으로 등장하기도 한다.

## 생애
한일 병합 조약 체결 직전인 1910년 3월에 경기도 양주경찰서 순사가 되었고, 교하경찰서 순사(1910년 7월)를 거쳐서 한일 병합 이후인 1910년 10월 조선총독부 소속의 순사보로 임명되었다. 1912년 8월 일본 정부로부터 한국병합기념장을 받았다.
1914년 3월에는 경기도 수원경찰서 순사보, 1919년 4월에는 경기도 수원군 발안주재소 순사보로 발령받아 근무했다. 3·1 운동 당시 경기도 수원군 발안주재소 조선인 순사보로서 발안 주재 일본인 거류민단장 사사카 리키치와 길잡이가 되어 제암리 학살에 적극 참여했다. 제암리 학살은 수원군 송산면 사강리, 성호면 오산리, 향남면 발안리, 장안면 수촌리, 우정면 화수리 등지에서 대규모 만세시위로 인해 유혈 충돌이 일어나자, 일본군 아리타 도시오 중위를 중심으로 편성된 일본군과 경찰이 제암리에서 천도교가 다수인 마을 주민들을 교회당에 가두고 불을 질러 살해하고, 이웃 공향면 고주리에서는 천도교 신자인 김흥렬 일가 6명을 무참히 살해함으로써 보복한 사건이다.
조희창은 사건 이전까지 피해자들의 이웃 주민이었으며, 사건 연루자 가운데 먼 친척도 포함되어 있었다. 그런 조희창이 평소 제암리 교회와 고주리 천도교 모임에 드나들면서 종교단체 활동을 감시하다가 3·1 운동을 계기로 이들을 경찰에 밀고하여 잔혹한 학살 사건을 일으켰다는 증언이 여럿 있다. 조희창은 만세시위 주모자들을 지목하고 일본군에게 길을 안내했으며, 특히 공향면 고주리에서는 직접 천도교인 일가족을 칼로 쳐서 살해하고 시신을 토막내기도 했다.
학살에 이어 마을 방화와 대대적인 관련자 체포로 수원 지역의 독립 운동을 완전히 진압한 이 사건 직후 조희창은 공로를 인정받아 1919년 5월 경기도 영등포경찰서 순사보로 임명되었고, 1919년 8월에는 순사로 승진했다. 1924년 7월에 순사직을 그만둔 뒤의 행적은 알 수 없으며, 광복 후인 1949년 반민족행위특별조사위원회가 활동을 시작했을 때 생존해 있어 피의자로 규정된 바 있다. 그러나 반민특위에 대한 저항이 거세어 결국 활동이 무산되면서 조희창도 기소중지 처리되어 처벌받지 않았다.

## 사후
제암리 희생자 23인과 고주리 희생자 6인은 대한민국 국가보훈처가 전원 독립유공자로 지정했다. 이에 따라 조희창의 행위가 일제강점하 반민족행위 진상규명에 관한 특별법이 규정한 “독립운동 또는 항일운동에 참여한 자 및 그 가족을 살상·처형·학대 또는 체포하거나, 이를 지시 또는 명령한 행위”에 해당되어, 2007년 대한민국 친일반민족행위진상규명위원회가 선정한 친일반민족행위 195인 명단 중 경찰 부문에 포함되었다.
2008년 민족문제연구소가 발표한 친일인명사전 수록예정자 명단에도 들어 있다.

## 같이 보기
- 3·1 운동: 제암리 학살 사건

## 참고자료
- 친일반민족행위진상규명위원회 (2007년 12월). 〈조희창〉 (PDF). 《2007년도 조사보고서 II - 친일반민족행위결정이유서》. 서울. 1485~1495쪽쪽. 발간등록번호 11-1560010-0000002-10. [깨진 링크(과거 내용 찾기)]
- 김성열 : 독립유공자 공훈록 - 국가보훈처